# 1,2-Diaminocyclohexan
1,2-Diaminocyclohexan ist eine chemische Verbindung. Sie besteht aus einem Cyclohexanring als Grundgerüst, an dem zwei Aminogruppen an benachbarten Kohlenstoffatomen gebunden sind und gehört somit zur Gruppe der Diamine.

## Isomerie
1,2-Diaminocyclohexan enthält zwei stereogene Zentren, folglich gibt es drei Stereoisomere: (R,R)-1,2-Diaminocyclohexan und das dazu spiegelbildliche (S,S)-1,2-Diaminocyclohexan sowie meso-1,2-Diaminocyclohexan. Das 1:1-Gemisch aus (R,R)- und der enantiomeren (S,S)-Form ist das Racemat trans-1,2-Diaminocyclohexan. meso-1,2-Diaminocyclohexan wird bisweilen auch cis-1,2-Diaminocyclohexan genannt.
| Stereoisomere von 1,2-Diaminocyclohexan |                                 |                                 |                                                      |
| Name                                    | (S,S)-1,2-Diaminocyclohexan     | (R,R)-1,2-Diaminocyclohexan     | (R*,S*)-1,2-Diaminocyclohexan                        |
| Andere Namen                            | trans-(+)-1,2-Diaminocyclohexan | trans-(–)-1,2-Diaminocyclohexan | cis-1,2-Diaminocyclohexan meso-1,2-Diaminocyclohexan |
| Strukturformel                          |                                 |                                 |                                                      |
| CAS-Nummer                              | 21436-03-3                      | 20439-47-8                      | 1436-59-5                                            |
| CAS-Nummer                              | 694-83-7 (unspez.)              |                                 |                                                      |
| EG-Nummer                               | –                               | –                               | –                                                    |
| EG-Nummer                               | 606-765-2 (unspez.)             |                                 |                                                      |
| ECHA-Infocard                           | 100.127.756                     | 100.111.336                     | 100.117.844                                          |
| ECHA-Infocard                           | 100.010.707 (unspez.)           |                                 |                                                      |
| PubChem                                 | 479307                          | 43806                           | 342917                                               |
| PubChem                                 | 4610 (unspez.)                  |                                 |                                                      |
| Wikidata                                | Q161459                         | Q15605490                       | Q15605498                                            |
| Wikidata                                | Q27165475 (unspez.)             |                                 |                                                      |

## Darstellung
1,2-Diaminocyclohexan kann durch einen Curtius-Abbau von 1,2-Cyclohexandicarbonsäure hergestellt werden. Wird die trans-1,2-Cyclohexandicarbonsäure als Edukt verwendet, sind die Aminogruppen im Produkt ebenfalls trans-ständig angeordnet. Ausgehend von cis-1,2-Cyclohexandicarbonsäure (meso-1,2-Cyclohexandicarbonsäure) erhält man analog cis-1,2-Diaminocyclohexan (meso-1,2-Diaminocyclohexan). Die Racematspaltung von  trans-1,2-Diaminocyclohexan [1:1-Gemisch aus (R,R)-1,2-Diaminocyclohexan und (S,S)-1,2-Diaminocyclohexan] in seine Enantiomere lässt sich über diastereomere Salze durch die Behandlung mit enantiomerenreiner Weinsäure bewerkstelligen.
Das cis-1,2-Diaminocyclohexan (in Form seines Sulfat-Salzes) lässt sich aus dem Isomerengemisch durch Umsetzung mit Nickelchlorid und anschließender Behandlung mit Schwefelsäure und Ethanol gewinnen.

## Eigenschaften
Es handelt sich um eine farblose bei Raumtemperatur flüssige Verbindung, die bei 183 °C siedet. Der Drehwert der reinen Substanz bei 55 °C und einer Wellenlänge von 589 nm beträgt −36° [(R,R)-Enantiomer].

## Verwendung
Durch Kondensationsreaktionen mit α,β-Diketonen kann 1,2-Diaminocyclohexan zur Synthese von Pyrazinen benutzt werden. Unter Abspaltung von zwei Wassermolekülen werden so zunächst Diimine erhalten, die dann zu Pyrazinen oxidiert werden können.
Durch Kondensation mit aktivierten Carbonsäuren (Steglich-Veresterung) oder Carbonsäurechloriden können Carbonsäureamide hergestellt werden. Diese Reaktion wird beispielsweise zur Synthese des Trost-Liganden eingesetzt.

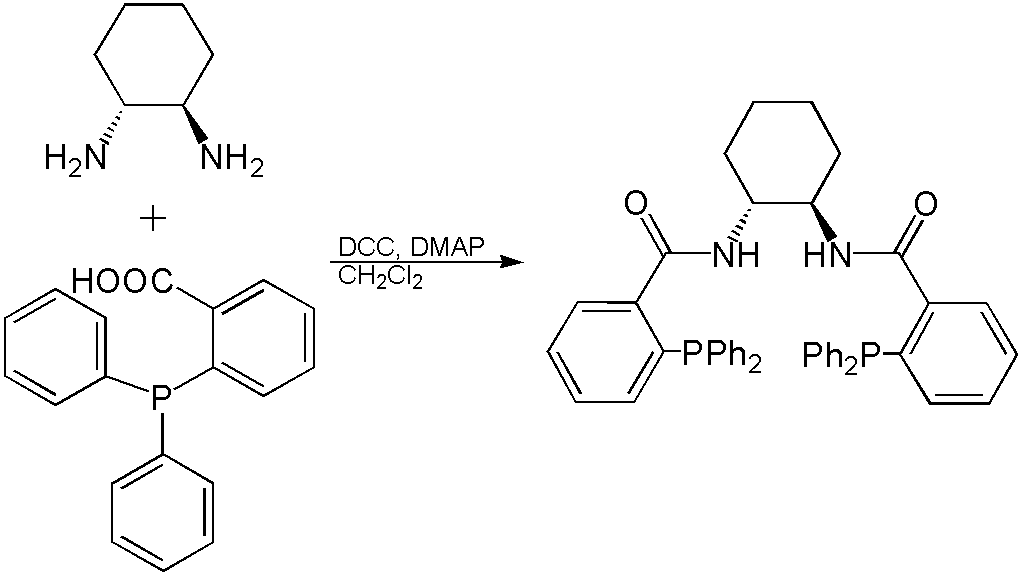
Synthese des Trost-Liganden aus 2-Diphenylphosphinocarbonsäure, trans-1,2-Diaminocyclohexan, Dicyclohexylcarbodiimid und 4-Dimethylaminopyridin in Dichlormethan.

In der Komplexchemie kann 1,2-Diaminocyclohexan als zweizähniger Chelatligand dienen. So sind beispielsweise Oxaliplatinverbindungen, die als Zytostatika eingesetzt werden, Platinkomplexe des 1,2-Diaminocyclohexans.

Struktur eines Oxaliplatinkomplexes

Außerdem kondensiert 1,2-Diaminocyclohexan mit zwei Äquivalenten eines Salicylaldehyd-Derivats zu einem Salen-Liganden. Diese vierzähnigen Chelatliganden bilden mit Cobalt(II) Komplexe, die als Sauerstofftransporter beispielsweise bei der Jacobsen-Epoxidierung Verwendung finden.

## Externe Links zu erwähnten Verbindungen
1. ↑  Externe Identifikatoren von bzw. Datenbank-Links zu (±)-trans-1,2-Diaminocyclohexan:  CAS-Nr.: 1121-22-8, EG-Nr.: 601-163-6, ECHA-InfoCard: 100.112.387, PubChem: 43806, Wikidata: Q72462761.
2. ↑  Externe Identifikatoren von bzw. Datenbank-Links zu 1,2-Cyclohexandicarbonsäure:  CAS-Nr.: 1687-30-5, EG-Nr.: 216-872-2, ECHA-InfoCard: 100.015.339, PubChem: 15522, Wikidata: Q72459640.
3. ↑  Externe Identifikatoren von bzw. Datenbank-Links zu (±)-trans-1,2-Cyclohexandicarbonsäure:  CAS-Nr.: 2305-32-0, EG-Nr.: 218-975-8, ECHA-InfoCard: 100.017.251, PubChem: 75315, Wikidata: Q72459636.
4. ↑  Externe Identifikatoren von bzw. Datenbank-Links zu cis-1,2-Cyclohexandicarbonsäure:  CAS-Nr.: 610-09-3, EG-Nr.: 445-870-6, ECHA-InfoCard: 100.104.044, PubChem: 245564, ChemSpider: 214819, Wikidata: Q27454680.